# Touring the Angel
Touring the Angel fu un tour musicale dei britannici Depeche Mode, intrapreso tra il 2005 e il 2006 per promuovere l'undicesimo album in studio del gruppo, Playing the Angel.
Composto da 124 concerti, il Touring the Angel risulta essere il tour più lungo della carriera dei Depeche Mode, dopo il Devotional Tour del 93/94.

## Scaletta
Prima leg
1. Intro strumentale
2. A Pain That I'm Used To
3. John the Revelator
4. A Question of Time
5. Policy of Truth
6. Precious
7. Walking in My Shoes
8. Suffer Well
9. Damaged People* / Macro*
10. Home*
11. I Want It All
12. The Sinner In Me
13. I Feel You
14. Behind the Wheel
15. World in My Eyes
16. Personal Jesus
17. Enjoy the Silence
18. Somebody* / A Question of Lust* / Shake the Disease* / Leave in Silence*
19. Just Can't Get Enough
20. Everything Counts
21. Never Let Me Down Again
22. Goodnight Lovers

* Cantate da Martin.
Seconda leg
1. Intro strumentale
2. A Pain That I'm Used To
3. A Question of Time
4. Suffer Well
5. Precious
6. Walking in My Shoes
7. Stripped
8. Home*
9. It Doesn't Matter Two* / Judas* / Blue Dress*
10. In Your Room
11. Nothing's Impossible / The Sinner In Me
12. John The Revelator
13. I Feel You
14. Behind The Wheel
15. World In My Eyes
16. Personal Jesus
17. Enjoy The Silence
18. Shake The Disease* / Leave in Silence* / Judas* / It Doesn't Matter Two/ Somebody*
19. Photographic / Just Can't Get Enough
20. Never Let Me Down Again

* Cantata da Martin.

## Date del tour
| Data             | Città             | Paese           | Luogo                                                       | Note |
| ---------------- | ----------------- | --------------- | ----------------------------------------------------------- | --- |
| Nord America     |                   |                 |                                                             | |
| 28 ottobre 2005  | New York City     | Stati Uniti     | Bowery Ballroom                                             | |
| 3 novembre 2005  | Tampa             | Stati Uniti     | St. Pete Times Forum                                        | |
| 5 novembre 2005  | Duluth            | Stati Uniti     | Arena at Gwinnett Center                                    | |
| 7 novembre 2005  | Houston           | Stati Uniti     | Toyota Center                                               | |
| 8 novembre 2005  | Dallas            | Stati Uniti     | American Airlines Center                                    | |
| 9 novembre 2005  | San Antonio       | Stati Uniti     | SBC Center                                                  | |
| 11 novembre 2005 | Denver            | Stati Uniti     | Magness Arena                                               | |
| 12 novembre 2005 | West Valley City  | Stati Uniti     | The E Center                                                | |
| 15 novembre 2005 | Vancouver         | Canada          | General Motors Place                                        | |
| 16 novembre 2005 | Seattle           | Stati Uniti     | KeyArena                                                    | |
| 18 novembre 2005 | San Jose          | Stati Uniti     | HP Pavilion                                                 | |
| 19 novembre 2005 | San Diego         | Stati Uniti     | iPayOne Center                                              | |
| 21 novembre 2005 | Los Angeles       | Stati Uniti     | Staples Center                                              | |
| 22 novembre 2005 | Los Angeles       | Stati Uniti     | Staples Center                                              | |
| 23 novembre 2005 | Anaheim           | Stati Uniti     | Arrowhead Pond                                              | |
| 25 novembre 2005 | Glendale          | Stati Uniti     | Glendale Arena                                              | |
| 26 novembre 2005 | Las Vegas         | Stati Uniti     | The Joint                                                   | |
| 29 novembre 2005 | Rosemont          | Stati Uniti     | Allstate Arena                                              | |
| 30 novembre 2005 | Auburn Hills      | Stati Uniti     | The Palace of Auburn Hills                                  | |
| 1º dicembre 2005 | Toronto           | Canada          | Air Canada Centre                                           | |
| 3 dicembre 2005  | Atlantic City     | Stati Uniti     | Borgata Event Center                                        | |
| 4 dicembre 2005  | Montréal          | Canada          | Centre Bell                                                 | |
| 7 dicembre 2005  | New York City     | Stati Uniti     | Madison Square Garden                                       | |
| 8 dicembre 2005  | New York City     | Stati Uniti     | Madison Square Garden                                       | |
| 9 dicembre 2005  | Fairfax           | Stati Uniti     | Patriot Center                                              | |
| 11 dicembre 2005 | Universal City    | Stati Uniti     | Gibson Amphtitheatre (KROQ Almost Acoustic Christmas)       | Il concerto è stato trasmesso in televisione. |
| Europa           |                   |                 |                                                             | |
| 13 gennaio 2006  | Dresda            | Germania        | Messehalle                                                  | |
| 15 gennaio 2006  | Amburgo           | Germania        | Color Line Arena                                            | |
| 16 gennaio 2006  | Amburgo           | Germania        | Color Line Arena                                            | |
| 18 gennaio 2006  | Berlino           | Germania        | Velodrom                                                    | |
| 20 gennaio 2006  | Düsseldorf        | Germania        | LTU Arena                                                   | |
| 21 gennaio 2006  | Düsseldorf        | Germania        | LTU Arena                                                   | |
| 23 gennaio 2006  | Praga             | Repubblica Ceca | Sazka Arena                                                 | |
| 24 gennaio 2006  | Erfurt            | Germania        | Messehalle                                                  | |
| 26 gennaio 2006  | Francoforte       | Germania        | Festhalle                                                   | |
| 29 gennaio 2006  | Anversa           | Belgio          | Sportpaleis                                                 | |
| 31 gennaio 2006  | Ginevra           | Svizzera        | Arena de Genève                                             | |
| 1º febbraio 2006 | Marsiglia         | Francia         | Le Dôme                                                     | |
| 3 febbraio 2006  | Tolosa            | Francia         | Le Zénith                                                   | |
| 4 febbraio 2006  | Lione             | Francia         | Halle Tony-Garnier                                          | |
| 6 febbraio 2006  | Madrid            | Spagna          | Palacio de Deportes de la Comunidad de Madrid               | |
| 7 febbraio 2006  | Madrid            | Spagna          | Palacio de Deportes de la Comunidad de Madrid               | |
| 8 febbraio 2006  | Lisbona           | Portogallo      | Pavilhão Atlântico                                          | |
| 10 febbraio 2006 | Barcellona        | Spagna          | Palau Sant Jordi                                            | |
| 11 febbraio 2006 | Barcellona        | Spagna          | Palau Sant Jordi                                            | |
| 14 febbraio 2006 | Monaco di Baviera | Germania        | Olympiahalle                                                | |
| 15 febbraio 2006 | Monaco di Baviera | Germania        | Olympiahalle                                                | |
| 16 febbraio 2006 | Vienna            | Austria         | Wiener Stadthalle                                           | |
| 18 febbraio 2006 | Assago            | Italia          | Fila Forum                                                  | I concerti sono stati filmati e registrati per il concert film e album dal vivo Touring the Angel: Live in Milan. |
| 19 febbraio 2006 | Assago            | Italia          | Fila Forum                                                  | I concerti sono stati filmati e registrati per il concert film e album dal vivo Touring the Angel: Live in Milan. |
| 22 febbraio 2006 | Parigi            | Francia         | Palais Omnisports de Paris-Bercy                            | |
| 23 febbraio 2006 | Parigi            | Francia         | Palais Omnisports de Paris-Bercy                            | |
| 25 febbraio 2006 | Copenaghen        | Danimarca       | Parken                                                      | |
| 26 febbraio 2006 | Göteborg          | Svezia          | Scandinavium                                                | |
| 28 febbraio 2006 | Oslo              | Norvegia        | Oslo Spektrum                                               | |
| 1º marzo 2006    | Stoccolma         | Svezia          | Globe Arena                                                 | |
| 3 marzo 2006     | San Pietroburgo   | Russia          | SKK Peterburgsky                                            | |
| 4 marzo 2006     | Mosca             | Russia          | Luzhniki Palace of Sports                                   | |
| 6 marzo 2006     | Helsinki          | Finlandia       | Hartwall-areena                                             | |
| 9 marzo 2006     | Stoccarda         | Germania        | Hanns-Martin-Schleyer-Halle                                 | |
| 10 marzo 2006    | Friedrichshafen   | Germania        | Messehalle                                                  | |
| 11 marzo 2006    | Mannheim          | Germania        | SAP Arena                                                   | |
| 13 marzo 2006    | Graz              | Austria         | Stadthalle                                                  | |
| 14 marzo 2006    | Katowice          | Polonia         | Spodek                                                      | |
| 16 marzo 2006    | Tallinn           | Estonia         | Saku Suurhall Arena                                         | |
| 17 marzo 2006    | Riga              | Lettonia        | Arena Riga                                                  | |
| 18 marzo 2006    | Vilnius           | Lituania        | Siemens Arena                                               | |
| 21 marzo 2006    | Budapest          | Ungheria        | Papp László Budapest Sportaréna                             | |
| 22 marzo 2006    | Zagabria          | Croazia         | Dom Sportova                                                | |
| 24 marzo 2006    | Amnéville         | Francia         | Le Galaxie                                                  | |
| 25 marzo 2006    | Douai             | Francia         | Gayant Expo                                                 | |
| 26 marzo 2006    | Rotterdam         | Paesi Bassi     | Ahoy Rotterdam                                              | |
| 28 marzo 2006    | Zurigo            | Svizzera        | Hallenstadion                                               | |
| 30 marzo 2006    | Manchester        | Inghilterra     | Evening News Arena                                          | |
| 31 marzo 2006    | Birmingham        | Inghilterra     | National Exhibition Centre                                  | |
| 2 aprile 2006    | Londra            | Inghilterra     | Wembley Arena                                               | |
| 3 aprile 2006    | Londra            | Inghilterra     | Wembley Arena                                               | |
| Nord America     |                   |                 |                                                             | |
| 27 aprile 2006   | Mountain View     | Stati Uniti     | Shoreline Amphitheatre                                      | Il concerto è stato registrato per il progetto di album dal vivo Recording the Angel. |
| 29 aprile 2006   | Indio             | Stati Uniti     | Empire Polo Club (Coachella Valley Music and Arts Festival) | Il concerto è stato trasmesso in televisione e anche registrato per il progetto di album dal vivo Recording the Angel. |
| 30 aprile 2006   | Las Vegas         | Stati Uniti     | Theatre Under The Stars                                     | I concerti sono stati registrati per il progetto di album dal vivo Recording the Angel. |
| 4 maggio 2006    | Città del Messico | Messico         | Foro Sol                                                    | I concerti sono stati registrati per il progetto di album dal vivo Recording the Angel. |
| 5 maggio 2006    | Città del Messico | Messico         | Foro Sol                                                    | I concerti sono stati registrati per il progetto di album dal vivo Recording the Angel. |
| 7 maggio 2006    | Monterrey         | Messico         | Arena Monterrey                                             | I concerti sono stati registrati per il progetto di album dal vivo Recording the Angel. |
| 10 maggio 2006   | Kansas City       | Stati Uniti     | Starlight Theatre                                           | Dopo la performance di In Your Room, Dave Gahan ha avuto un'infezione allo stomaco, così il concerto è stato chiuso con quattro brani cantati da Martin Gore, ovvero Leave in Silence, A Question of Lust, Somebody e Damaged People. |
| 13 maggio 2006   | Wantagh           | Stati Uniti     | Nikon at Jones Beach Theater                                | I concerti sono stati registrati per il progetto di album dal vivo Recording the Angel. |
| 14 maggio 2006   | Holmdel           | Stati Uniti     | PNC Bank Arts Center                                        | I concerti sono stati registrati per il progetto di album dal vivo Recording the Angel. |
| 17 maggio 2006   | Montréal          | Canada          | Centre Bell                                                 | I concerti sono stati registrati per il progetto di album dal vivo Recording the Angel. |
| 18 maggio 2006   | Toronto           | Canada          | Air Canada Centre                                           | I concerti sono stati registrati per il progetto di album dal vivo Recording the Angel. |
| 20 maggio 2006   | Atlantic City     | Stati Uniti     | Borgata Event Center                                        | I concerti sono stati registrati per il progetto di album dal vivo Recording the Angel. |
| 21 maggio 2006   | Bristow           | Stati Uniti     | Nissan Pavilion                                             | I concerti sono stati registrati per il progetto di album dal vivo Recording the Angel. |
| Europa           |                   |                 |                                                             | |
| 2 giugno 2006    | Norimberga        | Germania        | Luitpoldarena (Rock im Park)                                | Il concerto è stato registrato per il progetto di album dal vivo Recording the Angel. |
| 4 giugno 2006    | Nürburg           | Germania        | Nürburgring (Rock am Ring)                                  | Il concerto è stato trasmesso su MTV e anche registrato per il progetto di album dal vivo Recording the Angel. |
| 5 giugno 2006    | Brema             | Germania        | Weserstadion                                                | I concerti sono stati registrati per il progetto di album dal vivo Recording the Angel. |
| 7 giugno 2006    | Aarhus            | Danimarca       | NRGi Park                                                   | I concerti sono stati registrati per il progetto di album dal vivo Recording the Angel. |
| 9 giugno 2006    | Varsavia          | Polonia         | Stadion Legii                                               | I concerti sono stati registrati per il progetto di album dal vivo Recording the Angel. |
| 11 giugno 2006   | Bratislava        | Slovacchia      | Štadión Pasienky                                            | I concerti sono stati registrati per il progetto di album dal vivo Recording the Angel. |
| 12 giugno 2006   | Budapest          | Ungheria        | Puskás Ferenc Stadion                                       | I concerti sono stati registrati per il progetto di album dal vivo Recording the Angel. |
| 14 giugno 2006   | Lubiana           | Slovenia        | Stadion Bežigrad                                            | I concerti sono stati registrati per il progetto di album dal vivo Recording the Angel. |
| 16 giugno 2006   | Imola             | Italia          | Autodromo Enzo e Dino Ferrari (Heineken Jammin' Festival)   | I concerti sono stati registrati per il progetto di album dal vivo Recording the Angel. |
| 17 giugno 2006   | Interlaken        | Svizzera        | Greenfield Festival                                         | I concerti sono stati registrati per il progetto di album dal vivo Recording the Angel. |
| 21 giugno 2006   | Sofia             | Bulgaria        | Stadion Lokomotiv                                           | I concerti sono stati registrati per il progetto di album dal vivo Recording the Angel. |
| 23 giugno 2006   | Bucarest          | Romania         | Stadionul Național                                          | I concerti sono stati registrati per il progetto di album dal vivo Recording the Angel. |
| 25 giugno 2006   | Londra            | Inghilterra     | Hyde Park (O2 Wireless Festival)                            | Il concerto è stato trasmesso in televisione e anche registrato per il progetto di album dal vivo Recording the Angel. |
| 28 giugno 2006   | Berlino           | Germania        | Waldbühne                                                   | I concerti sono stati registrati per il progetto di album dal vivo Recording the Angel. |
| 29 giugno 2006   | Arras             | Francia         | Grand-Place d'Arras (Main Square Festival)                  | I concerti sono stati registrati per il progetto di album dal vivo Recording the Angel. |
| 1º luglio 2006   | Belfort           | Francia         | Site Naturel du Malsaucy (Eurockéennes)                     | I concerti sono stati registrati per il progetto di album dal vivo Recording the Angel. |
| 2 luglio 2006    | Werchter          | Belgio          | Festivalpark (Rock Werchter Festival)                       | I concerti sono stati registrati per il progetto di album dal vivo Recording the Angel. |
| 6 luglio 2006    | Kristiansand      | Norvegia        | Quartfestivalen                                             | I concerti sono stati registrati per il progetto di album dal vivo Recording the Angel. |
| 7 luglio 2006    | Stoccolma         | Svezia          | Olympiastadion                                              | I concerti sono stati registrati per il progetto di album dal vivo Recording the Angel. |
| 10 luglio 2006   | Locarno           | Svizzera        | Piazza Grande (Moon and Stars)                              | I concerti sono stati registrati per il progetto di album dal vivo Recording the Angel. |
| 12 luglio 2006   | Berlino           | Germania        | Waldbühne                                                   | I concerti sono stati registrati per il progetto di album dal vivo Recording the Angel. |
| 13 luglio 2006   | Berlino           | Germania        | Waldbühne                                                   | I concerti sono stati registrati per il progetto di album dal vivo Recording the Angel. |
| 15 luglio 2006   | Lipsia            | Germania        | Festwiese                                                   | I concerti sono stati registrati per il progetto di album dal vivo Recording the Angel. |
| 17 luglio 2006   | Roma              | Italia          | Stadio Olimpico                                             | I concerti sono stati registrati per il progetto di album dal vivo Recording the Angel. |
| 19 luglio 2006   | Nyon              | Svizzera        | Paléo Festival                                              | I concerti sono stati registrati per il progetto di album dal vivo Recording the Angel. |
| 20 luglio 2006   | Nîmes             | Francia         | Arènes de Nîmes                                             | I concerti sono stati registrati per il progetto di album dal vivo Recording the Angel. |
| 22 luglio 2006   | San Sebastián     | Spagna          | Estadio Municipal de Anoeta                                 | I concerti sono stati registrati per il progetto di album dal vivo Recording the Angel. |
| 23 luglio 2006   | Benicasim         | Spagna          | Festival Internacional de Benicàssim                        | I concerti sono stati registrati per il progetto di album dal vivo Recording the Angel. |
| 25 luglio 2006   | Torrevieja        | Spagna          | Parque Antonio Soria                                        | I concerti sono stati registrati per il progetto di album dal vivo Recording the Angel. |
| 26 luglio 2006   | Granada           | Spagna          | Plaza de Toros                                              | I concerti sono stati registrati per il progetto di album dal vivo Recording the Angel. |
| 30 luglio 2006   | Istanbul          | Turchia         | Turkcell Kuruçeşme Arena                                    | I concerti sono stati registrati per il progetto di album dal vivo Recording the Angel. |
| 1º agosto 2006   | Atene             | Grecia          | Terra Vibe                                                  | I concerti sono stati registrati per il progetto di album dal vivo Recording the Angel. |

## Date cancellate
| Data            | Città    | Paese       | Luogo                 | Motivo                                    |
| --------------- | -------- | ----------- | --------------------- | ----------------------------------------- |
| 2 novembre 2005 | Sunrise  | Stati Uniti | BankAtlantic Center   | Effetti dell'uragano Wilma sulla Florida. |
| 2 maggio 2006   | El Paso  | Stati Uniti | Don Haskins Center    | Conflitto di programmazione.              |
| 11 maggio 2006  | Rosemont | Stati Uniti | Allstate Arena        | Laringite di Dave Gahan.                  |
| 28 luglio 2006  | Lisbona  | Portogallo  | Estádio José Alvalade | Problemi finanziari dei promoters.        |
| 3 agosto 2006   | Tel Aviv | Israele     | Park HaYarkon         | Guerra del Libano.                        |

## Incassi e vendite del tour
| Luogo                        | Città             | Biglietti venduti/Disponibili | Incasso     |
| ---------------------------- | ----------------- | ----------------------------- | ----------- |
| St. Pete Times Forum         | Tampa             | 6,062 / 13,417 (45%)          | $398,486    |
| Arena at Gwinnett Center     | Atlanta           | 7,347 / 9,225 (79%)           | $478,874    |
| Toyota Center                | Houston           | 7,490 / 10,458 (71%)          | $487,875    |
| American Airlines Center     | Dallas            | 7,445 / 9,225 (80%)           | $485,000    |
| SBC Center                   | San Antonio       | 7,935 / 12,511 (63%)          | $460,596    |
| KeyArena                     | Seattle           | 7,767 / 11,784 (65%)          | $500,825    |
| HP Pavilion at San Jose      | San Jose          | 13,343 / 13,343 (100%)        | $930,151    |
| iPayOne Center               | San Diego         | 12,324 / 12,324 (100%)        | $645,410    |
| Staples Center               | Los Angeles       | 28,839 / 28,839 (100%)        | $2,066,912  |
| Arrowhead Pond of Anaheim    | Anaheim           | 12,793 / 12,793 (100%)        | $832,977    |
| Glendale Arena               | Phoenix           | 9,301 / 10,001 (93%)          | $528,448    |
| Madison Square Garden        | New York City     | 28,516 / 28,516 (100%)        | $1,819,610  |
| Shoreline Amphitheatre       | San Francisco     | 15,124 / 22,000 (68%)         | $690,318    |
| Foro Sol                     | Città del Messico | 105,040 / 105,040 (100%)      | $4,524,414  |
| Arena Monterrey              | Monterrey         | 11,706 / 11,706 (100%)        | $591,553    |
| Nikon at Jones Beach Theater | Long Island       | 11,460 / 13,855 (82%)         | $798,990    |
| PNC Bank Arts Center         | Holmdel           | 7,509 / 16,488 (45%)          | $387,253    |
| Centre Bell                  | Montréal          | 7,711 / 10,040 (76%)          | $591,143    |
| Air Canada Centre            | Toronto           | 10,536 / 10,536 (100%)        | $766,876    |
| Nissan Pavilion              | Washington, D.C.  | 9,036 / 22,455 (40%)          | $385,002    |
| TOTALE                       | TOTALE            | 327,284 / 384,556 (85%)       | $18,370,713 |

## Musicisti

### Depeche Mode
- Dave Gahan - voce, cori
- Martin Gore - chitarra, sintetizzatori, basso, cori, voce
- Andy Fletcher - sintetizzatori, cori

### Musicisti di supporto
- Peter Gordeno - sintetizzatori, basso, cori
- Christian Eigner - batteria